# Збірна Східного Тимору з футболу
Збірна Східного Тимору з футболу  — представляє Східний Тимор на міжнародних футбольних змаганнях. Контролюється Федерацією футболу Східного Тимору. Вона ніколи не потрапляла на Чемпіонат світу з футболу або Кубок Азії.
Збірна Східного Тимору є однією з найслабших футбольних збірних команд світу. Станом на 3 квітня 2025 посідає 197-e місце у рейтингу футбольних збірних світу.
30 жовтня 2008 року, вперше за 5 років свого існування, не програла, завершивши матч зі збірною Камбоджі нічиєю з рахунком 2:2. 5 жовтня 2012 року добилась першої в своїй історії перемоги в офіційному матчі. З рахунком 5:1 в відбірковому турнірі Чемпіонату АСЕАН 2012 була розгромлена та ж збірна Камбоджі. За результатами 2008 року збірна займала останнє на той час, 200-е місце в рейтингу ФІФА.
Лідером збірної є форвард Еміліо Рібейро Невес да Сілва

## Чемпіонат світу
- з 1930 по 2006 — не брала участь
- з 2014 по 2014 — не пройшла кваліфікацію

## Кубок Азії
- з 1956 по 2000 — не брала участь
- 2004 — не пройшла кваліфікацію
- 2007 — не брала участь
- 2011 — не брала участь